# ロサンゼルスの戦い
ロサンゼルスの戦い（ロサンゼルスのたたかい、英語: Battle of Los Angeles）は、第二次世界大戦中の1942年2月25日未明に、アメリカ合衆国カリフォルニア州のロサンゼルス市で起きたアメリカ陸軍による誤射事件。
日本軍機の空襲を誤認してアメリカ陸軍の対空砲での大規模な迎撃が行われたが、実際には飛行機は確認されていない。この混乱に起因して民間人5名が亡くなっている。

## 背景
1941年12月7日に日本海軍によってハワイで真珠湾攻撃が行われ、アメリカ本土でも日本軍の攻撃が懸念されていた。フランクリン・ルーズベルト大統領は真珠湾でアメリカ太平洋艦隊が壊滅した事により日本陸軍の西海岸上陸が時間の問題だと考えており、米軍でも真珠湾攻撃以降、西海岸への日本艦隊接近、爆撃、上陸といった誤報が相次いでいた。
この様な状況下で日本海軍は、1941年12月から太平洋のアメリカ沿岸地域に展開していた潜水艦による通商破壊戦を実施し、アメリカ西海岸沿岸を航行中のアメリカのタンカーや貨物船を10隻以上撃沈しており、1942年2月23日には伊号第一七潜水艦によりカリフォルニア州サンタバーバラ郡のエルウッド油田への砲撃作戦が行われた。
この日本軍艦艇の砲撃による被害は僅かだったものの、これは1812年戦争以来130年ぶりのアメリカ本土攻撃であり、アメリカは警戒を強める事となった。

## 発生

赤：ロスアンゼルス郡
1：エルウッド油田
2：ロスアンゼルス市西方120マイル地点
3：ロングビーチ
4：サンタモニカ

日本海軍艦艇によるエルウッド砲撃を受けてカリフォルニア沿岸で警戒態勢が敷かれ、ロサンゼルス郡では24日午後7時18分に空襲警報が発令されたが、10時23分に解除された。
しかし25日の午前2時過ぎ、レーダーがロサンゼルス西方120マイルの地点に飛行物体1点を捉え、2時15分に警報が発令され、陸軍航空隊の戦闘機が迎撃準備を始めた。目標が海岸近くまで接近して2時21分には灯火管制が敷かれ、その後目標はレーダーから消失しながらも、情報局には「敵機襲来」の報が舞い込んでいた。
2時43分にロサンゼルス南部のロングビーチ付近での飛行機目撃が報告され、その数分後、ロサンゼルス上空12000フィートに約25機の飛来が報告された。
3時6分に赤い光を放つ気球1基がサンタモニカ上空で目撃され、4つの対空砲部隊が射撃を開始し、サーチライトに照らされた夜空に1433発の砲弾が発射された。射撃は4時14分まで続き、7時21分に灯火管制が解除された。
この間地上への攻撃はなかったが、流れ弾により建物や自動車に被害が出た他、灯火管制中の自動車事故により3名が、日本軍襲来という衝撃の一報を聞いて心臓発作により2名が亡くなっている。また20名ほどの日系人が、敵機に信号を送ったとして保安官に拘束されている。

## 報告
事件翌日にフランクリン・ノックス海軍長官が敵機襲来を否定し、「不安から発生した誤報だろう」と述べた。
面目を失ったヘンリー・スティムソン陸軍長官は、「敵機の襲来は無かった」としつつも、「敵の手により民間機15機が飛ばされて、防空体制の確認か市民への威嚇を行ったのだろう」と述べたが、これは後に撤回されている。

### 陸軍による報告書
1942年2月26日付のジョージ・マーシャル陸軍参謀総長による大統領宛の報告書
1. 未確認の航空機は、合衆国陸軍または海軍のものではない。おそらくロサンゼルス上空を飛行したものとみられ、第37沿岸砲兵旅団（対空砲兵中隊）の複数の小隊が、午前3時12分から4時15分までの間砲撃した。これらの部隊は1430発の弾薬を使用した。
2. 関係した未確認航空機は15から20機に及ぶらしく、公式の報告書によれば「非常に遅い速度から時速200マイル（約322Km/h）に至るさまざまな速度で、9000-18000フィート（約2743m-5486m）に及ぶ高度で飛行した。
3. 爆弾はまったく落とされなかった。
4. わが軍の戦闘犠牲者はなし。
5. これらの未確認航空機は1機も撃墜されなかった。
6. 当時活動中のアメリカの陸・海軍航空機はなかった。

## その後
戦後になり、改めて日本軍がこの騒動へ関わっていない事が確認されると、今度はUFOの飛来説が唱えられる様になった。「ロサンゼルス・タイムズに掲載された写真にUFOが写っている」とされる事が主な根拠とされているが、これはレタッチされたものである事が明言されている。
当時の証言の中には奇怪な飛行物体の目撃例もあったが、当時は敵機からの爆撃やパラシュート降下、ハリウッドの通りに日本軍機が不時着したなどと不正確な情報が溢れていた。
1983年に、Office of Air Force Historyがこの騒動をまとめたところによると、「警報の原因は気象観測気球で、最初に誤射が起きた後、サーチライトに照らされた煙と砲弾の破片が敵機と誤認されて攻撃が続いたもの」とされた。

## 映画
- 1941 - 1979年公開のコメディ映画。日本軍艦艇のエルウッド砲撃と本事件でのパニックが作品のモチーフとなっている。スティーヴン・スピルバーグ監督。
- 世界侵略: ロサンゼルス決戦 - 2011年公開のSFアクション映画。この事件が地球外生命体の事前調査であったという設定。